# Anny Duperey
Pour les articles homonymes, voir Legras et Duperey.
Anny Duperey est une actrice, photographe et romancière française, née le 28 juin 1947 à Rouen.
Elle a joué notamment dans Un éléphant ça trompe énormément en 1976, et Catherine Beaumont dans la série télévisée Une famille formidable de 1992 à 2018. Également écrivaine, elle a écrit entre autres L'Admiroir (1977) et Le Voile noir (1992).

## Biographie

### Famille et débuts
De son vrai nom Anny Legras, née en 1947, elle est originaire de La Neuville-Chant-d'Oisel en Normandie. Ses parents, Lucien et Ginette Legras, sont photographes. Anny a huit ans et demi lorsque ses parents meurent accidentellement le 6 novembre 1955 à Sotteville-lès-Rouen, empoisonnés par du monoxyde de carbone dans leur salle de bains à cause d’un chauffe-eau au gaz défectueux et d’une ventilation de la pièce insuffisante. À la suite de leur disparition, elle est recueillie par sa grand-mère paternelle et sa tante, tandis que sa sœur cadette Patricia (morte le 4 juin 2009), qui était âgée de cinq mois, est élevée par ses grands-parents maternels.
Elle a utilisé, à deux lettres près, le nom du mari de sa grand-mère paternelle, Duperray, pour en faire son nom d'artiste. Elle l'explique notamment dans son livre Le Voile noir.
Elle suit les cours de Jean Chevrin au conservatoire de Rouen, avant d'être reçue au Conservatoire national supérieur d'art dramatique de Paris (promotion 1967). Engagée par Jean Meyer pour jouer dans la pièce Les Trois mariages de Mélanie de Charlotte Frances, elle est ensuite remarquée dans La Guerre de Troie n'aura pas lieu de Jean Giraudoux.

### Carrière de comédienne

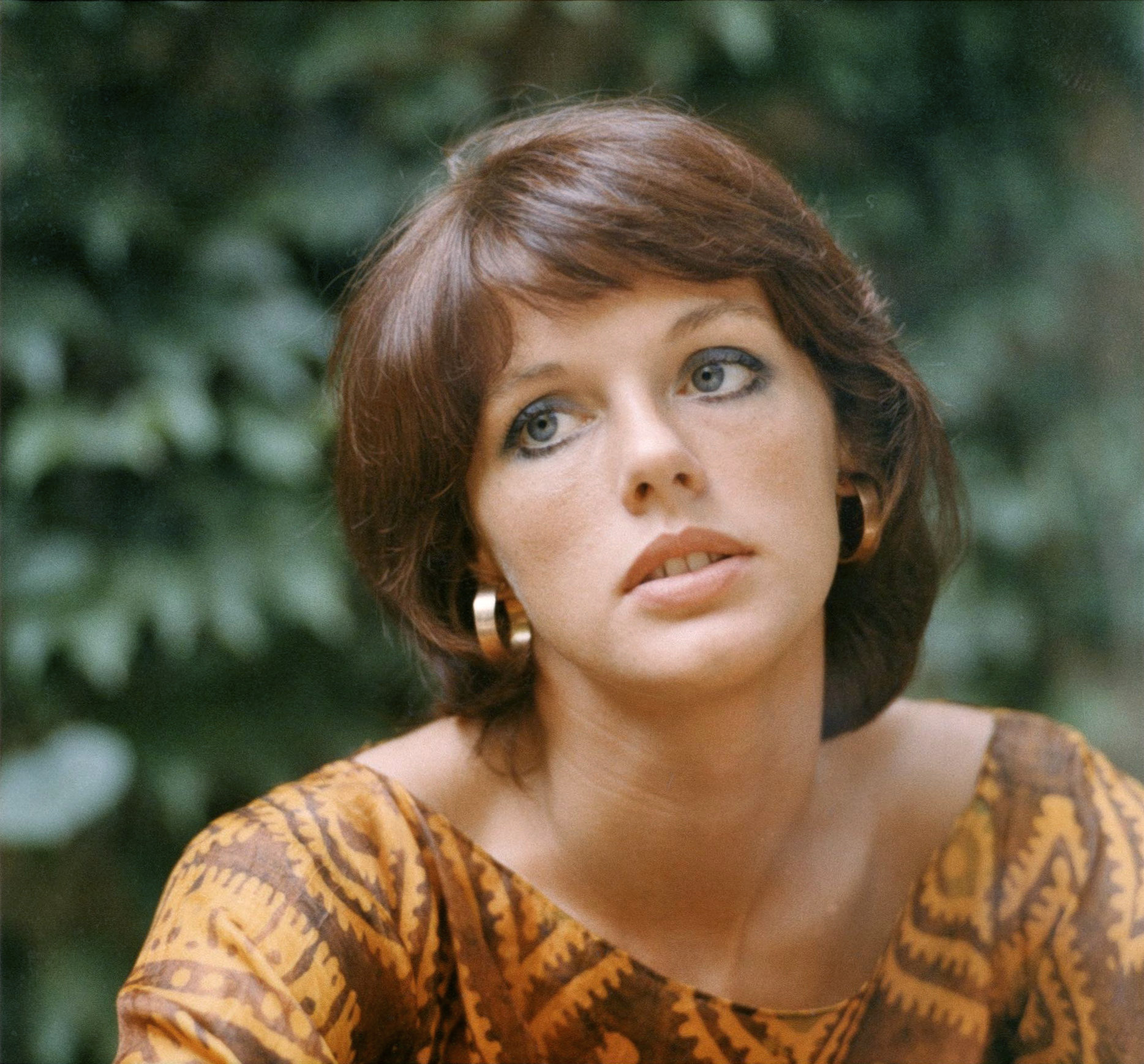
Anny Duperey au Festival d'Avignon en 1971 (portrait par Fernand Michaud).

Elle obtient ses premiers rôles au cinéma à la fin des années 1960, de petits rôles comme dans Deux ou trois choses que je sais d'elle de Jean-Luc Godard, dans Les Femmes de Jean Aurel. Elle joue son premier grand rôle, en 1968, dans Sous le signe de Monte-Cristo avec Claude Jade et Paul Barge.
Au cours d'une soirée, elle fait la connaissance de Jean-Louis Barrault et de Madeleine Renaud qui l'engagent dans leur compagnie au Théâtre d'Orsay à Paris. Elle joue ainsi dans de nombreuses pièces pendant une dizaine d'années, entre autres Jarry sur la butte d'Alfred Jarry et Isabella Morra d'André Pieyre de Mandiargues.
En 1971, dans l'émission Italiques elle lit un extrait de L'Apollon de Bellac de Jean Giraudoux en compagnie de José-Maria Flotats.

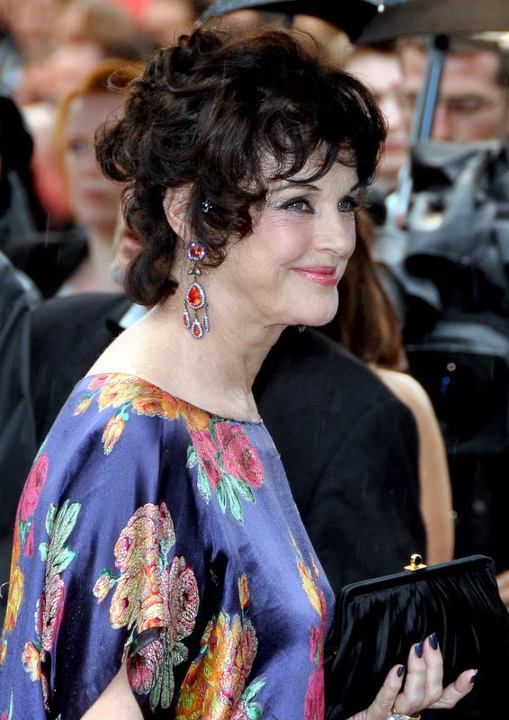
Anny Duperey au festival de Cannes 2012.

Elle joue le rôle de la jeune veuve d'un écrivain assassiné dans Le Malin Plaisir en 1975, avec Claude Jade encore, et, aux côtés de Jean-Paul Belmondo, dans Stavisky d'Alain Resnais. En 1977, elle est nommée au César de la meilleure actrice dans un second rôle pour sa prestation dans Un éléphant ça trompe énormément d'Yves Robert.
À la télévision Anny Duperey est, depuis 1992, également connue du grand public pour son rôle de Catherine Beaumont, l'un des personnages principaux de la série Une famille formidable.

### Carrière littéraire
Anny Duperey écrit depuis son plus jeune âge, d'abord sous forme de lettres ou de journal intime – « Au départ, c'était un geste consolateur » – puis sous forme de livres. Son premier roman L'Admiroir est couronné par l'Académie française en 1977 (prix Alice Louis-Barthou). En 1992, son autobiographie, Le Voile noir, rencontre un grand succès. Des lettres reçues à la suite de cette publication sont réunies dans Je vous écris. Des romans ont suivi, notamment Les Chats de hasard, Allons voir plus loin, veux tu ? et Une soirée.
Anny Duperey est membre de l'Académie Alphonse Allais depuis janvier 2020.

### Photographie

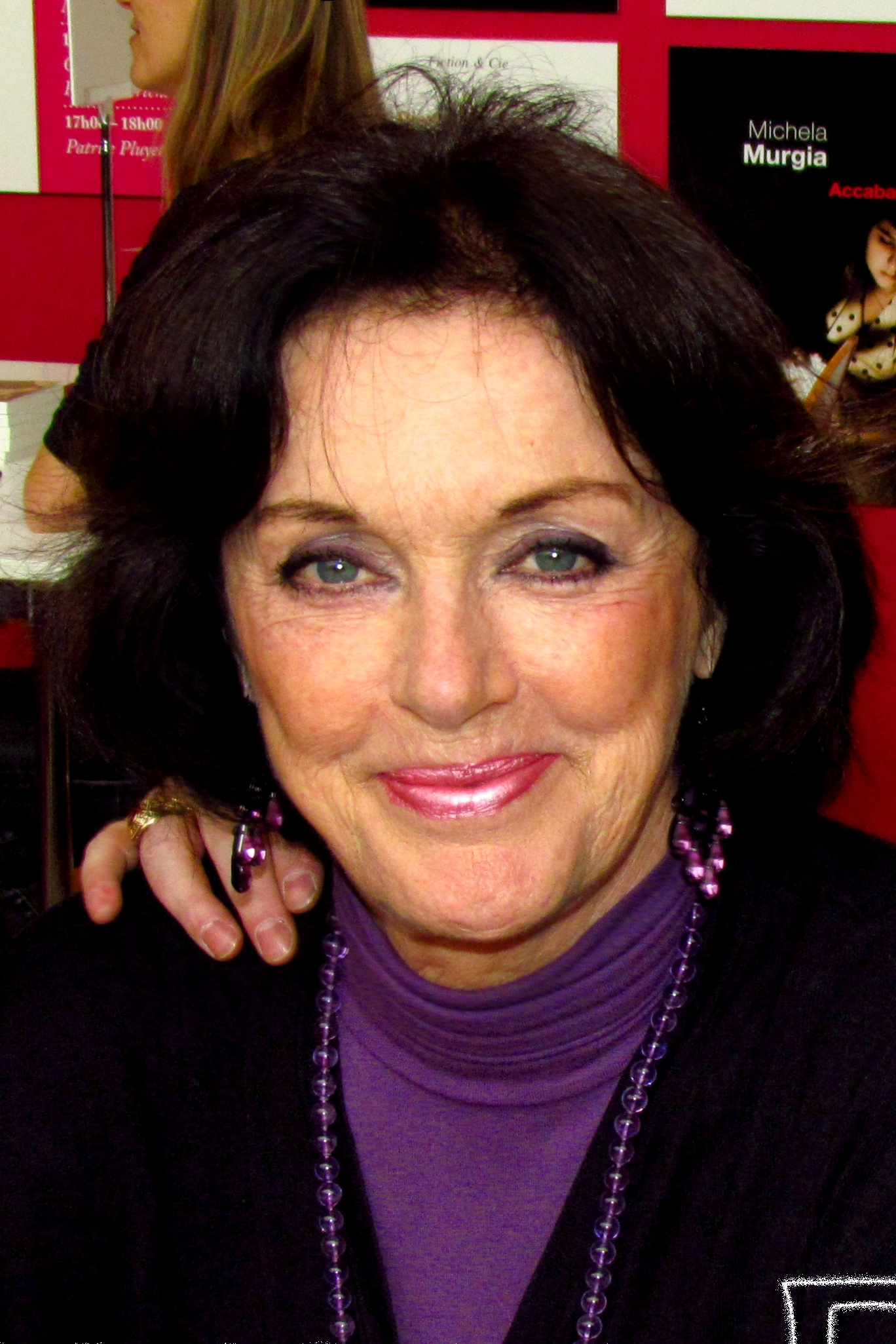
Anny Duperey en mars 2012 à la foire du livre de Bruxelles

Comme ses parents, Anny Duperey fait de la photographie depuis sa jeunesse, principalement en noir et blanc : des portraits d'amis comédiens et des photographies de reportage comme ses « portraits de condamnés », faits lors des grandes démolitions à Paris dans les années 1970.
En 2019, elle présente à Vendôme, dans son exposition « Filiation », 110 photos issues de sa propre production qu'elle confronte, pour la première fois, aux clichés de son père, Lucien Legras, et de sa sœur, Patricia Legras (morte en 2009).

### Télévision
En 2023, elle participe à l'émission Mask Singer diffusée sur TF1, où elle est découverte dans le costume du phénix le 28 avril.

### Engagements

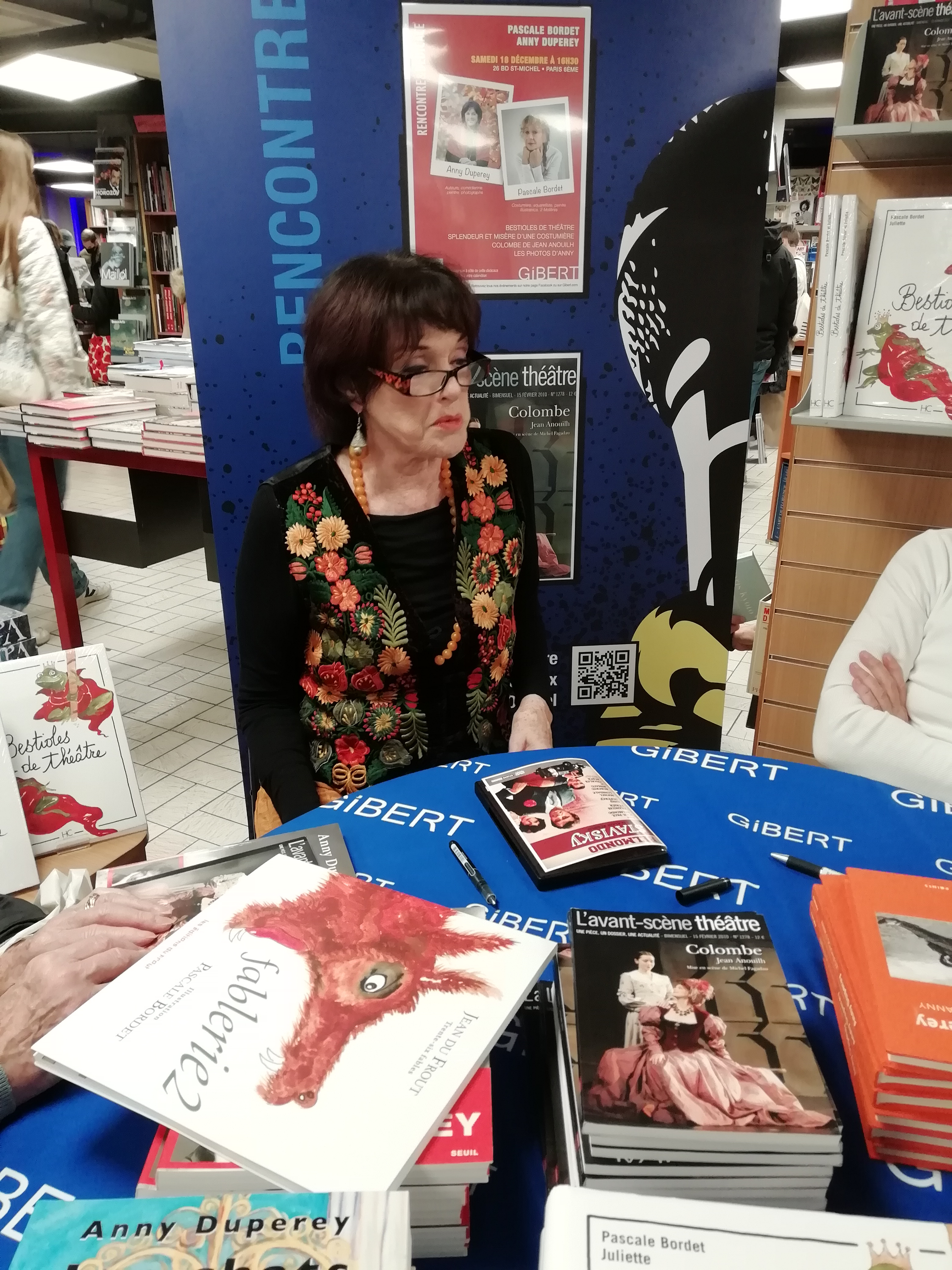
Anny Duperey lors d'une séance de dédicaces à la librairie de Gibert Joseph (Paris 6e).

Marraine jusqu'en 2006 de SOS Papa, une « association d'aide aux pères évincés », Anny Duperey est toujours la marraine de l'association Le Rire médecin. Elle a grandi séparée de sa sœur en raison de la mort de ses parents. Pour elle, « la complicité qu'elles n'ont pas eue étant petites reste irrattrapable », d'où son engagement en tant que marraine auprès de l'association SOS Villages d'enfants entre 1993 et 2024,.
Lors des élections européennes de 2019, elle apporte son soutien au Parti animaliste.
Lors de l'élection présidentielle française de 2022, elle annonce son soutien à Jean-Luc Mélenchon, comme 2 000 autres personnalités.
Dans une interview sur C8 en novembre 2022, elle s'indigne de la non réintégration des soignants suspendus. Par ailleurs elle se positionne dans l'Opposition à la politique anti-Covid-19.
Le 10 février 2024, dans le contexte de l'affaire Gérard Depardieu, elle déclenche une polémique en déclarant au micro de la radio RTL: « Je vais me faire taper dessus mais je pense que tout cela est extrêmement exagéré. Six ans avec un réalisateur, sous emprise je veux bien, mais quand même consentante non ? », en réagissant au témoignage de Judith Godrèche dénonçant l'emprise dont elle aurait été victime pendant son adolescence. Ses propos vont faire réagir les personnes engagées dans la lutte contre les violences faites aux femmes comme l'actrice Alexandra Lamy qui avait virulemment critiqué le 11 février sur X les déclarations d'Anny Duperey. Devant l'ampleur des réactions, Anny Duperey présente ses excuses le 13 février : « Je tiens à exprimer mes excuses à Judith Godrèche et à toutes les victimes que mes propos maladroits ont heurtées. Je regrette que ma première réaction n'ait pas été de condamner l'inexcusable ». SOS Village d'enfants, par le biais de sa directrice générale Isabelle Moret, indique dans un communiqué le 19 février mettre fin « d'un commun accord » au partenariat avec Anny Duperey.

### Vie personnelle
Dans les années 1970, elle a une liaison avec Francis Perrin.
De sa liaison avec l’acteur Bernard Giraudeau pendant quinze ans, sont nés deux enfants, Gaël en 1982 et Sara en 1985. Dans les années 1970, Bernard Giraudeau achète, avec son premier cachet de cinéma, une vieille ferme qu'il rénove lui-même dans la Creuse à Châtelus-Malvaleix. Après leur séparation en 1991, Anny Duperey la lui rachète. Elle continue de venir régulièrement en Creuse.
En 1993, sur le tournage du téléfilm Charlemagne, le prince à cheval, où elle tient le rôle de Berthe au Grand Pied, elle rencontre l'acteur Cris Campion, qui joue le rôle de son petit-fils Pépin le Bossu, il est son compagnon pendant douze ans.

## Publications

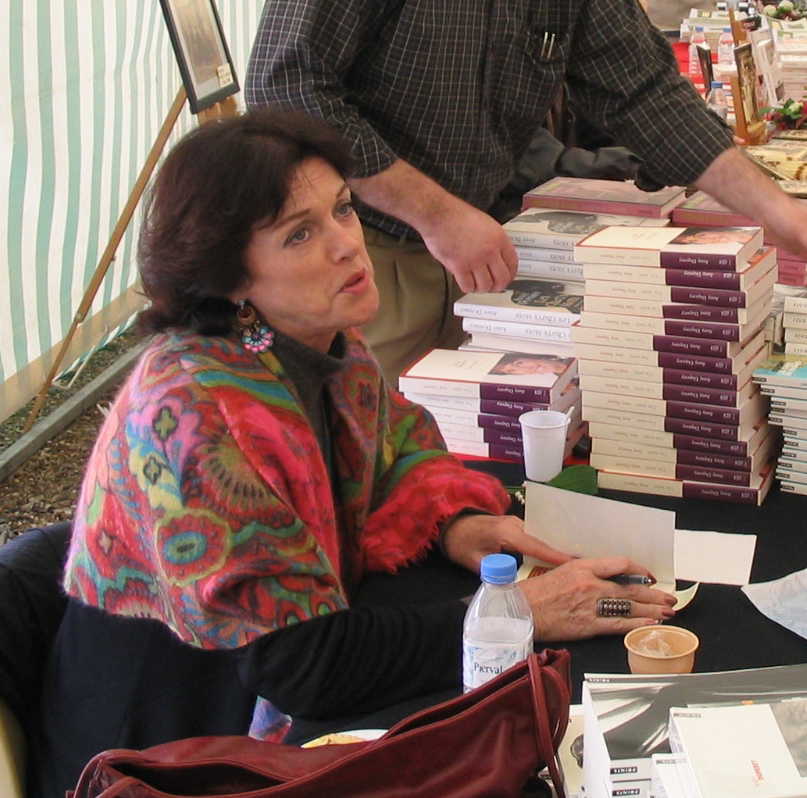
Anny Duperey en dédicace en 2006.

- L'Admiroir (roman), éditions du Seuil, Paris, 1976 (première édition), 206 p.  (ISBN 2-02-004425-0, BNF 34577029).

Prix Alice-Louis-Barthou de l’Académie française 1977.
- Le Nez de Mazarin (roman), éditions du Seuil, Paris, 1986 (première édition), 267 p.  (ISBN 2-02-009027-9, BNF 34911841)
- Le Voile noir (autobiographie, avec des photographies de Lucien Legras, son père), éditions du Seuil, Paris, 1992, 254 p.  (ISBN 2-02-014746-7, BNF 35505613)
- Je vous écris (autobiographie et témoignages), éditions du Seuil, Paris, 1993, 234 p.  (ISBN 2-02-020693-5, BNF 35603065)
- Lucien Legras, photographe inconnu (photographies de Lucien Legras, présentation d'Anny Duperey et Patricia Legras), éditions du Seuil, Paris, 1993, 115 p.  (ISBN 2-02-019357-4, BNF 35603656)
- Les Chats de hasard (récit), éditions du Seuil, Paris, 1999, 221 p.  (ISBN 2-02-035419-5, BNF 36978180)
- Allons voir plus loin, veux-tu ? (roman), éditions du seuil, Paris, 2002 (première édition), 430 p.  (ISBN 2-02-055847-5, BNF 38893876)
- Les Chats mots (textes choisis par Anny Duperey, avec des illustrations de Sonja Knapp), éditions Ramsay, Paris, 2003, 205 p.  (ISBN 2-84114-679-0)
- Essences et Parfums (textes choisis par Anny Duperey), éditions Ramsay, Paris, 2004, 196 p.  (ISBN 2-84114-714-2, BNF 39279929)
- Les Chats mots et Essences et parfums (textes choisis et lus par Anny Duperey ; réédition en coffret des deux livres parus séparément, accompagnés d'un disque compact), éditions Ramsay, Paris, 2005, 2 volumes (205 p. + 196 p. + 1 CD  (ISBN 2-84114-754-1, BNF 40129664)
- Une soirée (roman), éditions du Seuil, Paris, 2005, 263 p.  (ISBN 2-02-062853-8, BNF 39922394)
- De la vie dans son art, de l'art dans sa vie (correspondance entre Anny Duperey et Nina Vidrovitch), éditions du Seuil, Paris, 2008, 307 p.  (ISBN 978-2-02-087387-1, BNF 41356127)
- Le Poil et la Plume, éditions du Seuil, Paris, octobre 2011
- Le Rêve de ma mère, éditions du Seuil, Paris, novembre 2017, 216 p.  (ISBN 978-2021371505)
- Les photos d'Anny, éditions du Seuil, Paris, novembre 2018, 183 p.  (ISBN 978-2021407105)
- Le Tour des arènes (roman), éditions du Seuil, Paris, mars 2022, 336 p.  (ISBN 978-2-02-149539-3)
- Respire, c'est de l'iode ! Et autres évocations libres, éditions du Seuil, 2025

## Théâtre

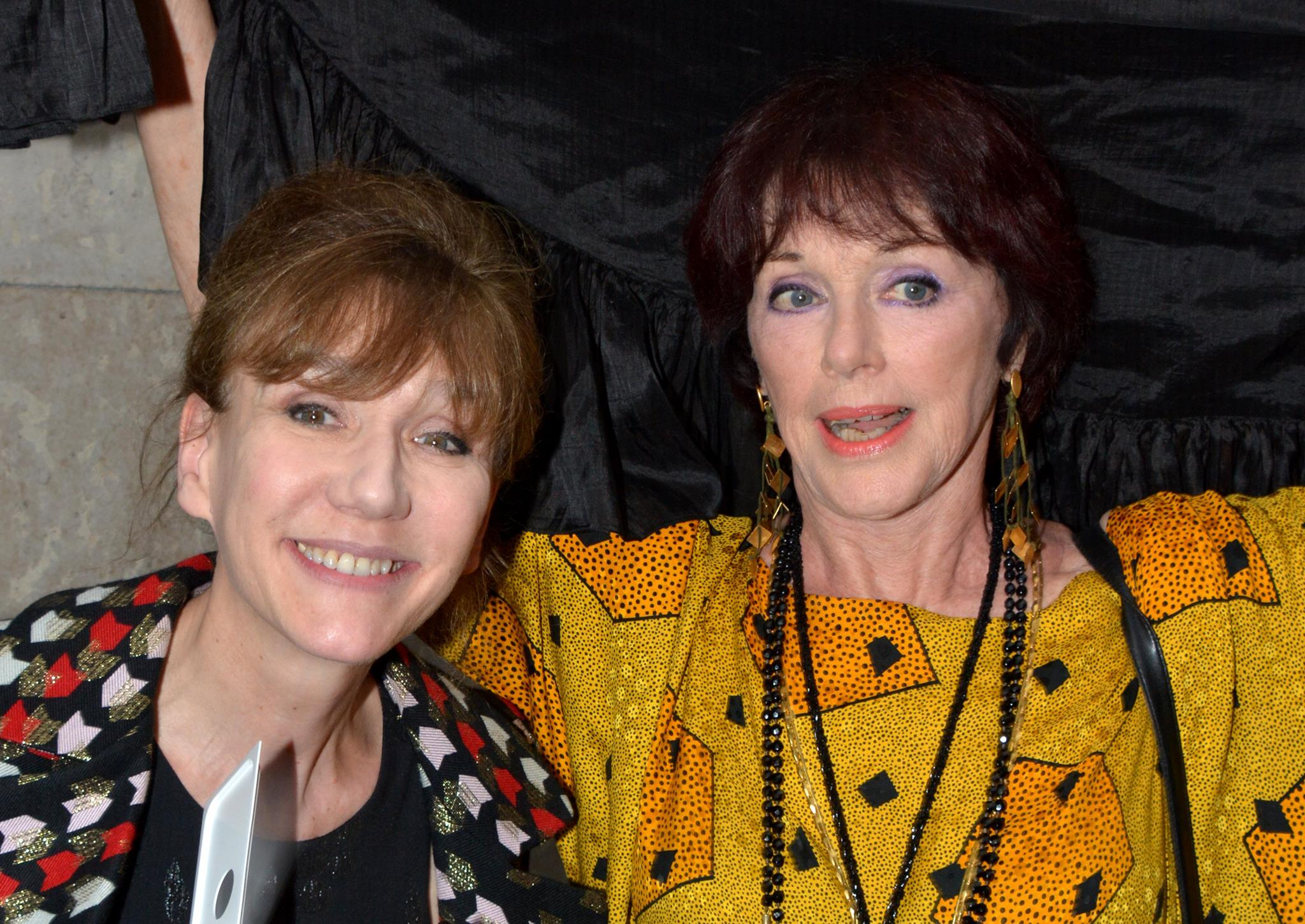
Virginie Lemoine et Anny Duperey à la cérémonie des Molières 2018.

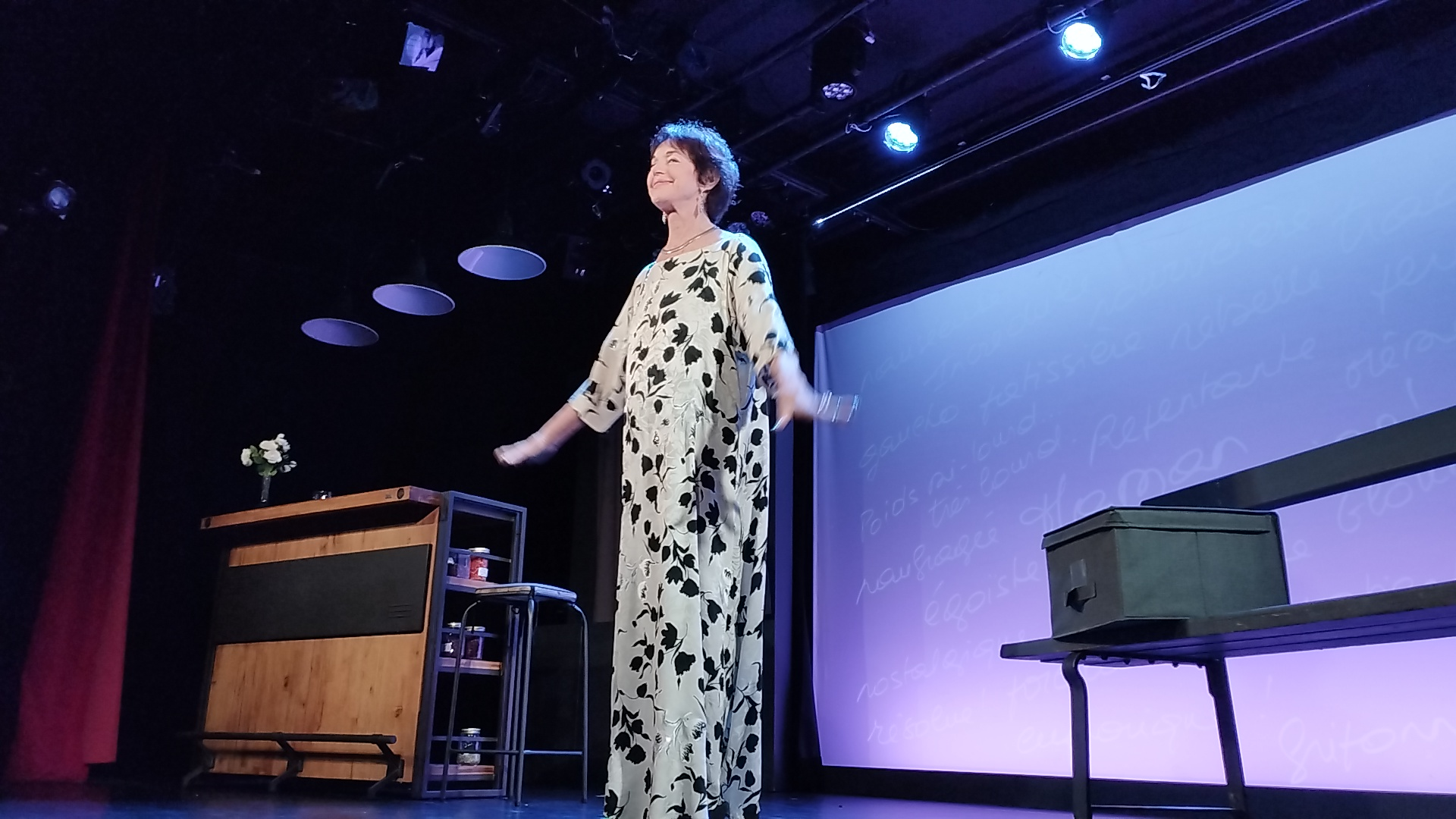
Anny Duperey sur la scène du théâtre de Passy en décembre 2022.

- 1965 : Les Trois Mariages de Mélanie de Charlotte Frances, mise en scène Jean Meyer, théâtre Michel
- 1965 : La Mamma d'André Roussin, mise en scène de l'auteur, théâtre Marigny
- 1969 : Le Concile d'amour d'Oskar Panizza, mise en scène de Jorge Lavelli, théâtre de Paris
- 1970 : Jarry sur la butte d'après les œuvres complètes d'Alfred Jarry, mise en scène de Jean-Louis Barrault, Élysée Montmartre
- 1971 : Isabelle, trois caravelles et un charlatan de Dario Fo, mise en scène de l'auteur, Festival d'Avignon
- 1971 : La guerre de Troie n'aura pas lieu de Jean Giraudoux, mise en scène Jean Mercure, théâtre de la Ville, Festival d'Avignon
- 1974 : Isabella Morra d'André Pieyre de Mandiargues, mise en scène Jean-Louis Barrault, théâtre d'Orsay
- 1977 : Le Nouveau Monde d'Auguste de Villiers de L'Isle-Adam, mise en scène Jean-Louis Barrault, théâtre d'Orsay
- 1980 : Attention fragile comédie musicale d'André Ernotte et Elliot Tiber, mise en scène André Ernotte, théâtre Saint-Georges avec Bernard Giraudeau
- 1980 : Le Conte d'hiver de William Shakespeare, mise en scène Jorge Lavelli, Festival d'Avignon, théâtre de la Ville
- 1981 : L'Amour de l'amour d'après des textes d'Apulée, La Fontaine, Molière, mise en scène Jean-Louis Barrault, théâtre Renaud-Barrault (inauguration)
- 1983 : La fille sur la banquette arrière (en) de Bernard Slade, mise en scène Pierre Mondy, théâtre du Palais-Royal
- 1984-1985 : Duo pour une soliste de Tom Kempinski, mise en scène Raymond Gérôme, théâtre Montparnasse puis théâtre Montansier
- 1986 : La Répétition ou l'Amour puni de Jean Anouilh, mise en scène Bernard Murat, théâtre Édouard VII
- 1987 : Le Secret d'Henri Bernstein, mise en scène Andréas Voutsinás, théâtre Montparnasse
- 1989 : Le Secret d'Henri Bernstein, mise en scène Andréas Voutsinás, théâtre des Célestins
- 1990 : Le Plaisir de rompre et Le Pain de ménage de Jules Renard, mise en scène Bernard Murat, Comédie des Champs-Élysées, théâtre Édouard VII
- 1994 : Quand elle dansait de Martin Sherman, adaptation Anny Duperey, mise en scène Patrice Kerbrat, Comédie des Champs-Élysées
- 1995 : Un mari idéal d'Oscar Wilde, mise en scène d'Adrian Brine, théâtre Antoine
- 1997 : Un mari idéal d'Oscar Wilde, mise en scène Adrian Brine, théâtre des Célestins
- 2003 : Sarah de John Murrell, mise en scène Bernard Murat, théâtre Édouard VII
- 2006 : Oscar et la Dame rose d'Éric-Emmanuel Schmitt, mise en scène Joël Santoni, tournée
- 2010 : Colombe de Jean Anouilh, mise en scène Michel Fagadau, Comédie des Champs-Élysées[28]
- 2010 : Désolé pour la moquette de Bertrand Blier, mise en scène de l'auteur, théâtre Antoine
- 2011 : Colombe de Jean Anouilh, mise en scène Michel Fagadau, tournée
- 2012 : Désolé pour la moquette de Bertrand Blier, mise en scène de l'auteur, théâtre du Gymnase
- 2013 : La Folle de Chaillot de Jean Giraudoux, mise en scène de Didier Long, Comédie des Champs-Élysées
- 2018 : Les Chats de hasard d'Anny Duperey, mise en scène Ninon Brétécher, théâtre Édouard VII
- 2022-2023 : Mes chers enfants de Jean Marbœuf, mise en scène Jean Marbœuf, théâtre de Passy puis Théâtre du Lucernaire
- 2024 : Le Duplex de Didier Caron, mise en scène de l'auteur, théâtre de Paris

## Filmographie

### Cinéma
- 1967 : Jerk à Istanbul de Francis Rigaud : Apolline
- 1967 : Deux ou trois choses que je sais d'elle de Jean-Luc Godard : Marianne
- 1967 : L'Homme qui valait des milliards de Michel Boisrond : Barbara Novak
- 1968 : Sous le signe de Monte-Cristo d'André Hunebelle : Maria
- 1968 : Histoires extraordinaires, sketch Metzengerstein de Roger Vadim : une courtisane
- 1969 : Bye bye, Barbara de Michel Deville : Aglaé
- 1969 : Un jeune couple de René Gainville : Ariane
- 1969 : Les Femmes de Jean Aurel : Hélène
- 1970 : La Rose écorchée de Claude Mulot : Anne Lansac
- 1972 : Pas folle la guêpe de Jean Delannoy : Marthe
- 1972 : Les Malheurs d'Alfred de Pierre Richard : Agathe Bodard
- 1973 : Sans sommation de Bruno Gantillon : Cora
- 1973 : L'Oiseau rare de Jean-Claude Brialy : Marie-Laure de Porcheville, la hoberaute
- 1974 : Stavisky d'Alain Resnais : Arlette
- 1975 : Pas de problème ! de Georges Lautner : Janice
- 1975 : Le Malin Plaisir de Bernard Toublanc-Michel : Marianne
- 1975 : Par ici la bonne soupe (Umarmungen und andere Sachen) de Jochen Richter : Maria
- 1976 : Nuit d'or de Serge Moati : Andrée
- 1976 : Un éléphant ça trompe énormément d'Yves Robert : Charlotte
- 1976 : L'Arriviste de Samy Pavel : la femme de Fluvio
- 1977 : Bobby Deerfield de Sydney Pollack : Lydia
- 1977 : Maladie mortelle de François Weyergans
- 1978 : Trocadéro bleu citron de Michaël Schock : Annie
- 1979 : De l'enfer à la victoire de Umberto Lenzi : Fabienne
- 1980 : Le Cerveau du super-gang (Car-napping: Bestellt - geklaut - geliefert) de Wigbert Wicker (de) : Claudia Klessing, l'avocate
- 1980 : Psy de Philippe de Broca : Colette
- 1981 : Mille milliards de dollars d'Henri Verneuil : Laura Weber
- 1981 : Le Grand Pardon d'Alexandre Arcady : Carole
- 1982 : Le Démon dans l'île de Francis Leroi : Dr Gabrielle Martin
- 1982 : Meurtres à domicile de Marc Lobet : Aurélia Maudru
- 1983 : Les Compères de Francis Veber : Christine Martin
- 1983 : La Triche de Yannick Bellon : Nathalie Verta
- 1991 : Contre l'oubli (film collectif)
- 1993 : Germinal de Claude Berri : madame Hennebeau
- 1999 : Tôt ou tard d'Anne-Marie Étienne : Aline
- 2007 : Danse avec lui de Valérie Guignabodet : la mère d'Alexandra
- 2007 : Sous mes yeux de Stéphanie Vasseur (court métrage) : la grand-mère
- 2009 : De l'autre côté du lit de Pascale Pouzadoux : Lise
- 2009 : Eden à l'ouest de Costa-Gavras : la dame à la veste
- 2009 : Bambou de Didier Bourdon : Kaki
- 2012 : L'amour dure trois ans de Frédéric Beigbeder : la mère de Marc
- 2012 : Vous n'avez encore rien vu d'Alain Resnais : Anny Duperey / la mère
- 2019 : Just a Gigolo d'Olivier Baroux : Samantha Hirsch
- 2023 : Sur les chemins noirs de Denis Imbert : Hélène
- 2023 : Le Voyage en pyjama de Pascal Thomas : La grand-mère d'Antonella
- 2025 : L'Homme qui a vu l'ours qui a vu l'homme de Pierre Richard

### Télévision
- 1965 : L'Examen de passage de Lazare Iglesis : la speakerine
- 1967 : Au théâtre ce soir : La Mamma d'André Roussin, mise en scène de l'auteur, réalisation Pierre Sabbagh : Barbara
- 1968 : Koenigsmark de Jean Kerchbron : Mélusine
- 1968 : Sarn de Claude Santelli : Dorabella
- 1969 : Allô police, épisode L'Enquête invisible (2.5) d'Adonis Kyrou : Olga
- 1971 : La Brigade des maléfices, épisode Voir Vénus et mourir de Claude Guillemot : Chantal Surville / Vénusine
- 1971 : L'Heure éblouissante de Jeannette Hubert : Géraldine
- 1973 : Au théâtre ce soir : La Nuit des rois de William Shakespeare, mise en scène Jean Le Poulain, réalisation Georges Folgoas : Viola
- 1973 : La Dame de trèfle de Pierre Cavassilas : Isabelle / Ada
- 1977 : Un ours pas comme les autres de Nina Companeez : Anne
- 1978 : Les Amours sous la Révolution : André Chénier et la Jeune Captive de Jean-Paul Carrère : Aimée de Coigny
- 1981 : La guerre de Troie n'aura pas lieu de Raymond Rouleau : Hélène
- 1988 : Un château au soleil de Robert Mazoyer : Marie-Pierre Beaufroy
- 1988 : Le Bord des larmes de Jacques Fansten : Marie
- 1988 : La Face de l'ogre de Bernard Giraudeau : Hélène
- 1990 : Renseignements généraux, épisode Jeux dangereux de Philippe Lefebvre : Carole
- 1990 : La Seconde de Christopher Frank : Fanny
- 1992- 2018 : Une famille formidable de Joël Santoni : Catherine Beaumont
- 1993 : Charlemagne, le prince à cheval de Clive Donner : la reine Berthe
- 1997 : L'Enfant perdu de Christian Faure : Adrienne
- 1997-2000 : La Vocation d'Adrienne de Joël Santoni : Adrienne
- 1998 : Marseille de Didier Albert : Hélène Favier
- 1998 : Le juge est une femme, épisode Le Rachat (1.8) de Pierre Boutron : Camille Vincenot
- 1998-1999 : Un et un font six de Franck Appréderis : Judith Guizien
- 1999-2001 : Chère Marianne de Pierre Joassin puis Bernard Uzan : Marianne Rivais
- 2001 : Un pique-nique chez Osiris de Nina Companeez : Jenny La Tour
- 2001 : Le Prix de la vérité de Joël Santoni : Françoise
- 2003 : Le Voyage de la grande-duchesse de Joyce Buñuel : Alice de Hassenbourg / Eva Bullot
- 2003 : Histoires de fiction
- 2005 : Une vie en retour de Daniel Janneau : Yvette Duval
- 2008 : Clara Sheller d'Alain Berliner : Danièle (saison 2)
- 2008 : Coco Chanel de Christian Duguay : Mme Desboutins
- 2013 : Marge d'erreur de Joël Santoni : Rebecca Prieto
- 2015 : Un parfum de sang de Pierre Lacan : Marie Versini
- 2017 : Le Tueur du lac de Jérôme Cornuau : Françoise
- 2018 : Mongeville, épisode La Ferme de Louise : Louise Chambord
- 2018 : Cassandre,  épisode Sans condition
- 2019 : Les Secrets du château de Claire de La Rochefoucauld : Hélène de l'Essile
- 2020 : Grand Hôtel de Yann Samuell et Jérémy Minui : Suzanne de Mariese
- 2021 : Le Grand Restaurant : Réouverture après travaux de Romuald Boulanger
- 2021-2022 : La Faute à Rousseau d'Adeline Darraux et Octave Raspail : Eva Rousseau
- 2021 : Nina, épisode Le Poids des souvenirs : Barbara Caron
- 2022 : Petit ange, téléfilm de Christian Bonnet : Sybille Delestre
- 2023 : Mask Singer, saison 5 : elle-même (dans le costume du Phoenix, démasquée lors de la 3e émission)
- 2023 : Mort d’un berger de Christian Bonnet : Marceline Dalmas

### Doublage

#### Cinéma

##### Films
- 1974 : Gatsby le Magnifique : Jordan Baker (Lois Chiles) (1er doublage francophone)
- 1987 : Gandahar de René Laloux : Ambisextra (film d'animation)

### Documentaire
- 2017 : Le maître est l'enfant, d'Alexandre Mourot, avec Christian Maréchal (voix off)

## Musique
- 2013 : Tes yeux de Breizh, musique Géraldine Potron, paroles Vincent Hélou[29]. Collectif réunissant des artistes tels qu'Indra, Marthe Mercadier, Philippe Candeloro, Miss Dominique, Magloire à l'initiative du chanteur David Stephan au profit de l'association La Breizh de l'espoir qui lutte contre la mucoviscidose[30].

### Radio
Elle tient en 2015 une chronique sur Radio Classique.[Passage à actualiser]

## Distinctions

### Décoration
Le 12 juillet 1996, elle est nommée au grade de chevalier dans l'ordre national de la Légion d'honneur au titre de « actrice, écrivain ; trente-deux ans d'activités professionnelles ». Elle reçoit sa décoration le 5 décembre 1996 ; elle est promue au grade d'officier dans l'ordre le 30 décembre 2011 au titre de « comédienne, écrivaine ».

### Cinéma
- Nomination aux César 1977 : Meilleure actrice dans un second rôle pour Un éléphant ça trompe énormément

### Théâtre
Nominations aux Molières :
- 1988 : Molière de la comédienne pour Le Secret
- 1990 : Molière de la comédienne pour Le Pain de ménage et Le Plaisir de rompre
- 1996 : Molière de la comédienne pour Un mari idéal
- 2006 : Molière de la comédienne pour Oscar et la Dame rose
- 2010 : Molière de la comédienne pour Colombe

### Télévision
- 7 d'or 1988 : Meilleure comédienne de fiction pour Un château au soleil
- 7 d'or 1993 : Meilleure comédienne de fiction pour Une famille formidable

### Littérature
- Prix Alice-Louis-Barthou de l’Académie française 1977